# Lyngby Sogn (Aarhus Kommune)
 Denne artikel omhandler Lyngby Sogn i Aarhus Kommune. Opslagsordet har også en anden betydning, se Lyngby Sogn.
Lyngby Sogn er et sogn i Århus Vestre Provsti (Århus Stift).
I 1800-tallet var Lyngby Sogn anneks til Borum Sogn. Borum Sogn hørte til Framlev Herred, Lyngby Sogn til Hasle Herred, begge i Århus Amt. Borum-Lyngby sognekommune blev ved kommunalreformen i 1970 indlemmet i Aarhus Kommune.
I Lyngby Sogn ligger Lyngby Kirke.
I sognet findes følgende autoriserede stednavne:
- Lyngby (Aarhus Kommune) (bebyggelse, ejerlav)
- Herregården Lyngbygård (ejerlav, landbrugsejendom)
- Yderup (bebyggelse, ejerlav)